# Ghari
Le ghari (ou gari ou sughu ou tangarare) est une des langues des Salomon du Sud-Est, parlée par 12 100 locuteurs (1999) à Guadalcanal (ouest, nord-ouest et côte centrale du nord). Il comprend les dialectes suivants : Gae (Qae, Nggae), Geri (Nggeri), Ndi (Vaturanga), Nginia, Tandai-Nggaria (Tanaghai), Ghari. Les locuteurs se répartissent en 7 113 Ghari, 953 Gae, 3 019 Ndi, 487 Nginia, 547 Tandai-Nggaria. C'est une langue véhiculaire commerciale.